# المحقق كونان: لحن وداع المتحرين
'لحن وداع العيون الخاصة Detective Conan: The Private Eyes' Requiem (名探偵コナン 探偵たちの鎮魂歌, Meitantei Conan: Tantei-tachi no Requiem? [الإنجليزية]) ويعرف ب«المحقق كونان: لحن وداع المتحرين» هو الفيلم العاشر للمحقق كونان عرض في أبريل 2006.

## القصة
أحد المجرمين يقوم باستئجار توغو موري ليحل قضية محددة لم يذكر تفاصيلها ولكن طلب من موري أن يفعل ذلك عبر تلميحات خاصة! ولإجبار توغو على القيام بذلك قام هذا المجرم بإعطاء ران وباقي أصدقاء كونان ساعات تنفجر في حالة غادروا مدينة الألعاب، يعرف هذا المجرم أن كونان هو سينشي ولكنه لم يره (كون عينيه مصابتان بالعمى) عن طريق جهاز البصمة على يد الكرسي. ينضم هيجي هاتوري وكايتو كيد الذي تنكر بزي هاكوبا ساجورو إلى مساعدة كونان في حل لغز هذه القضية، بعد العديد من التحريات ينجحون في كشف ملابسات القضية ويتوجهون إلى الفندق الذي يوجد فيه المجرم أين ينجحون في النهاية في القبض عليه بعد مجموعة من الصعوبات وهل ينقظون الأطفال وران وكازوها من الانفجار...

## وصلات خارجية
- المحقق كونان: لحن وداع المتحرين على موقع IMDb (الإنجليزية)
- المحقق كونان: لحن وداع المتحرين على موقع ألو سيني (الفرنسية)
- المحقق كونان: لحن وداع المتحرين على موقع Turner Classic Movies (الإنجليزية)
- المحقق كونان: لحن وداع المتحرين على موقع أول موفي (الإنجليزية)
- المحقق كونان: لحن وداع المتحرين على موقع فيلمافينيتي (الإسبانية)
- المحقق كونان: لحن وداع المتحرين على موقع قاعدة بيانات الفيلم (الإنجليزية)
- المحقق كونان: لحن وداع المتحرين على موقع ليتربوكسد (الإنجليزية)
- المحقق كونان: لحن وداع المتحرين على موقع كينوبويسك (الروسية)
- المحقق كونان: لحن وداع المتحرين على موقع ANN anime (الإنجليزية)
- موقع أفلام المحقق كونان.